# Tapis arménien

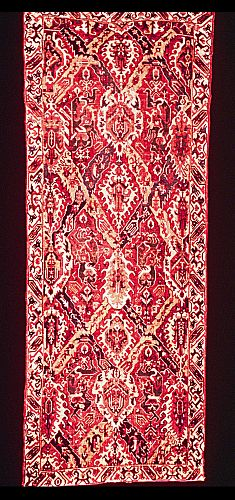
Tapis du dragon, XVIIe siècle, musée Calouste-Gulbenkian.

L'art du tapis arménien s'étend sur plusieurs siècles et s'inscrit dans l'art des tapis du Caucase.

## Tapis du Caucase
Tout comme les autres arts décoratifs, le tissage des tapis crée de puissants liens entre les différentes cultures à la fois dans le temps et l'espace. Par l'association au sein d'une même œuvre d'éléments archaïques et de motifs plus modernes, de fort symboles anciens venus de la nuit des temps et de modes d'expression d'aujourd'hui, l'art du tissage, transmis de génération en génération depuis des siècles, témoigne d'un sens de la tradition, même si la signification profonde des ornements ne gardent qu'une valeur décorative. En cela, comme la céramique, l'orfèvrerie ou le costume, l'art du tissage des tapis reflète le brassage des cultures et son influence profonde sur le mode de vie, les échanges commerciaux ainsi que tous les aspects de la vie courante.
Quand on parle du Caucase, lieu de mélanges ethniques et religieux, de contrastes entre divers modes de vie et de bouleversements historiques, il faut observer que ni les particularités techniques, ni le lieu d'origine, ni même les caractères utilisés pour les inscriptions ne sont suffisants pour faire attribuer avec certitude un objet d'art, et plus particulièrement un tapis, à une culture donnée. L'ensemble de tous ces éléments seul permet de tirer de conclusions.
Les « tapis du Caucase » regroupent des œuvres créées pour la plupart au XIXe et dans les premières années du XXe siècle sur le territoire délimité de l'Arménie et de la Géorgie, de l'Azerbaïdjan, entre la chaîne du Caucase et les frontières iranienne et turque. Les tapis du Daghestan se rattachent également au groupe caucasien. Ces tapis se distinguent par leur grande variété, leur richesse dans l'ornementation, une subtile harmonie dans le jeu des gammes des couleurs, et surtout, par le caractère unique de chaque exemplaire, jusqu'au début du XXe siècle, époque pendant laquelle l'apparition des cartons commença pour la reproduction des dessins.

## Histoire
Les tapis du Caucase ont, pour la plupart, été exécutés dans des régions où l'islam était la religion prédominante. Selon les traditions musulmanes, les femmes restaient enfermées dans leurs appartements et la confection des tapis leur permettait d'exprimer leurs facultés de créativité. « Chez les peuples chrétiens du Caucase, Arméniens et Géorgiens, la liberté des femmes n'était pas limitée par les préceptes religieux. Mais le climat et le mode de vie favorisaient également le tissage des tapis. En Arménie, pays montagneux et donc plus froid, on confectionnait surtout des tapis au point noué, tandis qu'en Géorgie, les tapis tissés sans velours étaient plus répandus ».
Les plus anciens tapis caucasiens conservés dans les musées datent des XIIIe et XIVe siècles et leur nombre est très réduit. Aux XVIIe et XVIIIe siècles, la confection des tapis cesse d'être un art de cour pour devenir un artisanat populaire. Les uniques exemplaires qui nous sont parvenus de cette période sont de véritables chefs-d'œuvre. Au début du XIXe siècle tout le Caucase fut rattaché à l'Empire russe. Le développement des voies de communication et l'établissement de liaisons maritimes avec les ports des États européens ouvrirent le marché international aux tapis du Caucase, dont la production connut un vif essor.
Tous ces facteurs expliquent que « le XIXe siècle est en quelque sorte l'âge d'or des tapis caucasiens ». Les tapis du Caucase se classent d'après leurs régions principales de production, en groupes et en types qui portent le nom des villages où des villes où ils ont été confectionnés.

## Les tapis arméniens
Il faut remonter au VIIIe siècle où des documents attestent l'existence de l'art des tapis arméniens. En effet, c'est entre 775 et 786 que l'écrivain et historien arabe Ibn-Khaldoun décrit les tapis d'Arménie apportés à la cour du calife de Bagdad en guise de tribut annuel. Et, selon un voyageur arabe du Xe siècle, Ibn-Khavkal, la capitale de l'Arménie de l'époque, Dvin, était le centre de production de somptueux tapis. Selon une autre source d'origine arabe, une chronique d'Abou-Avn, explique que le mot Kali (prononcer « khali »), qui signifie « tapis » dans tout le monde musulman, a pour origine le nom de la ville arménienne de Karin (Erzurum), connue pour les produits de son artisanat, et plus particulièrement, pour ses tapis. La déformation de Karin Karak(e) (« ville de Karin » en arménien) et El Kali (c'est-à-dire « de Karin » en arabe) a fini par donner le mot kali, employé comme synonyme de « tapis ». Enfin, pour parler du XIIe siècle, Marco Polo décrivait dans ses relations de voyage les tapis d'Arménie comme les plus beaux du monde, selon Nonna Stepanian dans son article à propos des tapis arméniens.
Le groupe des tapis du dragon est reconnu comme celui des plus anciens tapis qui nous soient parvenus. Cette expression vichapagorg (en arménien) a pour origine le mot vichap, mot archaïque signifiant « dragon », et gorg, « tapis ». Seuls quelques exemplaires sont actuellement conservés dans les musées de Berlin, Londres, Vienne, Budapest, d'Istanbul et du Caire. À Erevan, le Musée d'histoire d'Arménie, ainsi que le Musée ethnographique à Sardanapat, en possèdent également de magnifiques et parmi les plus anciens.
L'originalité des vichapagorg a depuis fort longtemps attiré l'attention des chercheurs. La détermination de leur origine ainsi que leur datation n'ont pas manqué de provoquer des controverses, car ils ont une parenté évidente avec les tapis d'Asie centrale sur le plan de l'ornementation. Selon A. Sakissan, un des grands spécialistes en matière de tapis d'Orient, il est possible de reconnaître des motifs d'origine chinoise et byzantine, parmi les éléments qui structurent le décor des vichapagorg les plus anciens. Selon ses recherches, le dragon ailé et la fleur de lotus stylisée, symbole bouddhique, ont pu parvenir de Chine en Arménie à l'époque de l'invasion tatare, à la fin du XIIIe siècle et au début du XIVe siècle. De fait, la représentation du lotus est encore aujourd'hui qualifiée par les artisans turcs de khithayi, ce qui signifie « de Chine ». En revanche, la feuille double stylisée, qui rappelle la classique acanthe, est connue sous le nom de roumi, « étranger » en arabe, c'est-à-dire « de Rome », et est d'origine byzantine.
L'historiographe des tapis arméniens Nona Stepanian, note : « La réunion d'éléments si différents ne se réalisa que dans l'art arménien. Grâce à l'analyse de tapis plus récents, de la fin du XVIIIe siècle et du début du XIXe siècle, et à la lumière de l'étude des miniatures arméniennes, de la sculpture sur pierre et d'autres objets d'art contemporains des vichapagorg des XVe et XVIe siècles, les spécialistes ont pu parvenir à la conclusion que ces tapis avaient été tissés en Arménie. Leur datation est basée sur leur représentation dans la peinture florentine et vénitienne des XIVe et XVe siècles. Le premier chercheur qui s'est penché sur l'étude des vichapagorg, W. Bode, puis à sa suite, A. Riegel, estiment que la gamme de couleurs très particulière des vichapagorg importés en Italie, puis en Hollande, a exercé une certaine influence sur la palette de tous les peintres européens ».

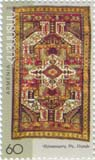
Tapis arménien.
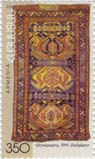
Tapis arménien
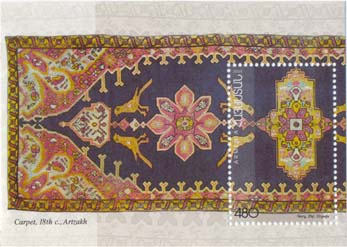
Artsakh, XVIIIe siècle.